# توماس خوفرسا
توماس خوفرسا (اسپانیایی: Tomás Jofresa‎؛ زادهٔ ۲۵ ژانویهٔ ۱۹۷۰) بازیکن بسکتبال اهل اسپانیا بود.
از باشگاه‌هایی که در آن بازی کرده‌است می‌توان به باشگاه بسکتبال مالاگا، باشگاه ورزشی بنفیکا، یونیورسو ترویزو، و باشگاه بسکتبال یوونتوت بادالونا اشاره کرد.